# Jachranka
Jachranka – wieś sołecka w Polsce położona w województwie mazowieckim, w powiecie legionowskim, w gminie Serock.

## Historia
Pierwsze wzmianki o Jachrance pojawiły się już w XV w. (1424 r.). Wymieniana już wtedy jako część dóbr Zegrze. Dziedziczką Jachranki była Barbara Narzymska (podkomorzyna płocka).
Gdy wybudowano kościół parafialny na Woli Kiełpińskiej na jednym z pól powstał cmentarz.

Cegielnia należąca do NBP powstała w Jachrance w roku 1837. Jej zarządcą był znany polski etnograf Kazimierz Władysław Wójcicki. Obecnie można odnaleźć pozostałe po cegielni miejsca poboru gliny.
Tuż po tym jak powstał Zalew Zegrzyński, Jachranka stała się miejscowością turystyczną. Znajdowało się tu sanatorium, prywatne ośrodki wypoczynkowe i ogródki działkowe.
W latach 1975–1998 miejscowość administracyjnie należała do województwa warszawskiego.

## Nazwa
Nazwa nie jest do końca znana, ale prawdopodobnie pochodzi od właściwości topograficznych ⇒ Niechronka (miejsce niedające schronienia militarnego, miejsce nieobronne).
| Rok  | Nazwa Miejscowości  |
| ---- | ------------------- |
| 1424 | De Niechronka       |
| 1425 | Nyechcenka          |
| 1466 | In campo Nyechronka |
| 1576 | Niechronka          |
| 1693 | Jachronka           |
| 1764 | Niechranka          |
| 1819 | Jachranka           |

## Jachranka obecnie
Obecnie Jachranka jest największą miejscowością turystyczną gminy Serock. Znajduje się tu wiele ośrodków wypoczynkowych i hoteli oraz prywatne działki wypoczynkowe.

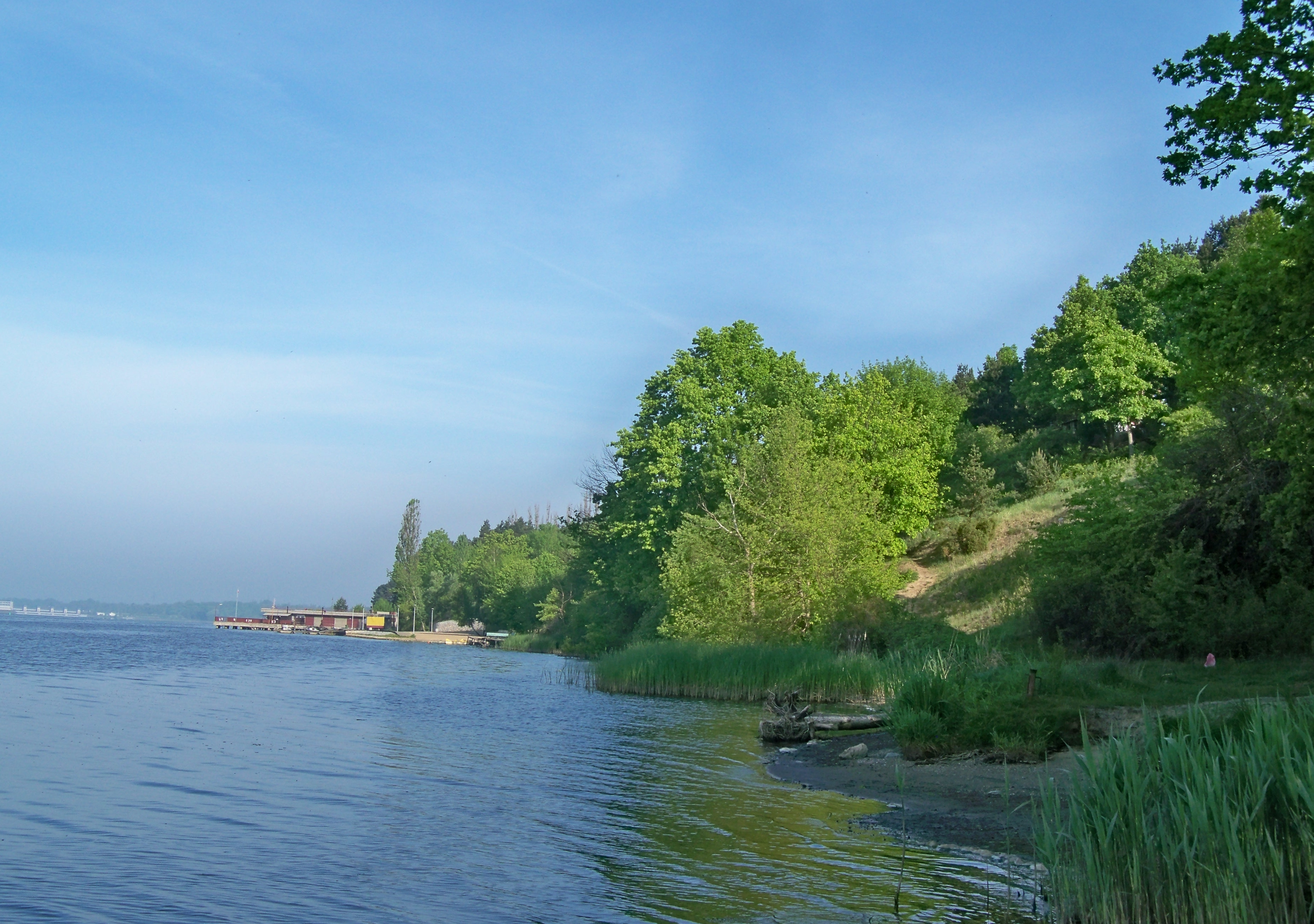
Jezioro Zegrzyńskie